# Episodi de Il nido di Robin (seconda stagione)
La seconda stagione della serie televisiva Il nido di Robin (Robin's Nest) è andata in onda nel Regno Unito dal 23 febbraio al 30 marzo 1978 sulla ITV.
In Italia, questa stagione è andata in onda su Rai 2 dal 13 al 19 febbraio 1980 nel corso del programma-contenitore preserale Buonasera con... Carlo Dapporto. Nel primo passaggio televisivo italiano, il terzo episodio Alti e bassi è stato trasmesso a conclusione della stagione.
| nº | Titolo originale       | Titolo italiano            | Prima TV GB      | Prima TV Italia  |
| -- | ---------------------- | -------------------------- | ---------------- | ---------------- |
| 1  | As Long As He Needs Me | Finché ha bisogno di me    | 23 febbraio 1978 | 13 febbraio 1980 |
| 2  | The Seven Pound Fiddle | Il colpo da sette sterline | 2 marzo 1978     | 14 febbraio 1980 |
| 3  | Ups & Downs            | Alti e bassi               | 9 marzo 1978     | 20 febbraio 1980 |
| 4  | Three Times Table      | Roba da marciapiede        | 16 marzo 1978    | 15 febbraio 1980 |
| 5  | Great Expectations     | La grande attesa           | 23 marzo 1978    | 18 febbraio 1980 |
| 6  | Love & Marriage        | Amore e matrimonio         | 30 marzo 1978    | 19 febbraio 1980 |